# 红黄蓝教育

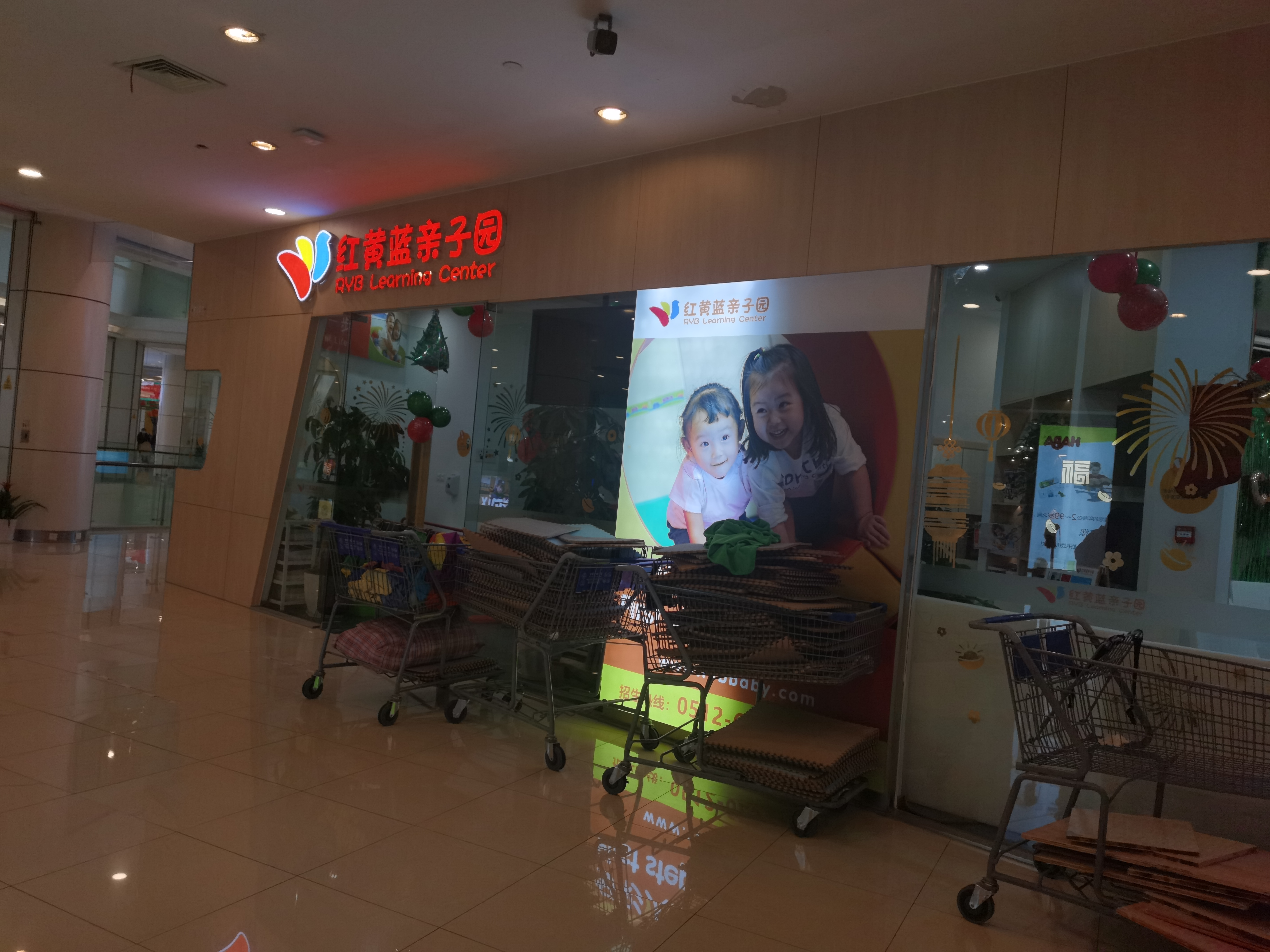
位于江苏省苏州工业园区的一间红黄蓝亲子园

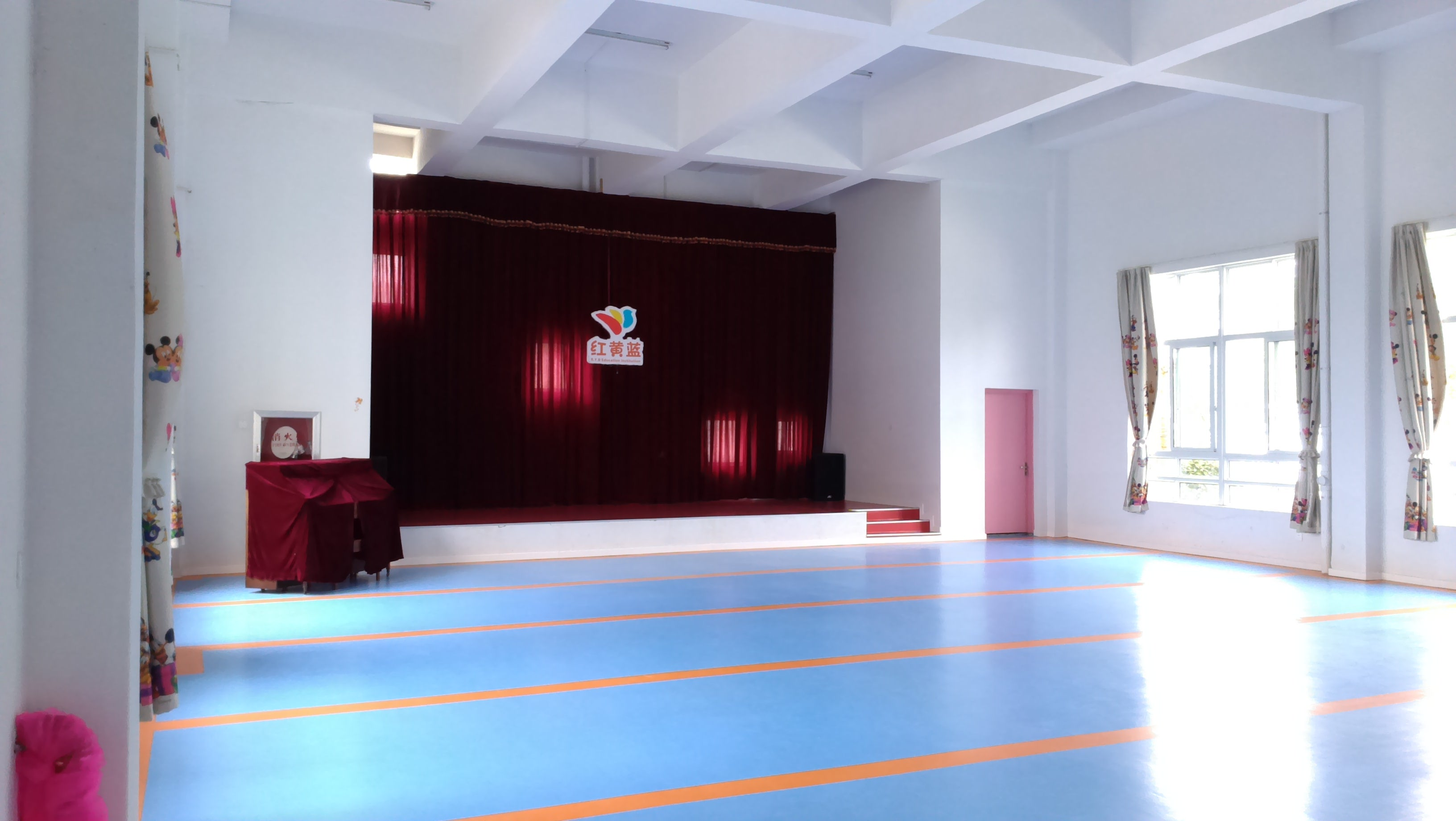
浙江省平湖市的一间红黄蓝幼儿园

红黄蓝教育（英語：RYB Education；：RYB）是中华人民共和国的一家私立儿童早期教育企业，拥有红黄蓝亲子园、红黄蓝幼儿园、竹兜育儿三大教育品牌，与美国多个儿童早期教育机构有战略合作关系，并在纽约证券交易所上市。公司在开曼群岛注册，总部位于北京市。

## 发展历史
红黄蓝教育由曹赤民、史燕来成立于1998年。1979年，曹赤民从桑植一中考入中国人民解放军第二炮兵工程学院。1993年转业后下海经商，起初到中关村从事推销电脑业务，后与朋友注册成立华一电子有限公司。1995年，曹赤民获得授权，将“翻斗乐”游乐项目引入北京；并于1996年在北京成立中国内地第一家“翻斗乐”大型室内游乐场。这给曹赤民带来了可观的经济效益。在引进翻斗乐项目时，曹赤民、史燕来已合作。2007年，曹赤民获得了澳大利亚国立大学和清华大学的联合管理学硕士学位。
史燕来畢業於北京大学，是马克思主义学院2000级學生。和曹赤民一样曾获澳大利亚国立大学和清华大学的联合管理学硕士学位。1998年，史燕来做了母亲，同时开始创业，创办了中华人民共和国第一家亲子园——红黄蓝亲子园。该园是曹赤民在“翻斗乐”游乐场辟出两间教室开办。当时中华人民共和国国内尚无“亲子园”概念，该园创办后，“亲子园”概念逐渐广为人知，到2010年代已成为中国早期教育的行业代名词。该园以“红黄蓝”为名，史燕来认为“红黄蓝”是三原色，所有颜色都是用“红黄蓝”调配出，“红黄蓝”预示着未来发展的无限可能，象征着充满亲情友情大家庭。史燕来表示，自己创办该园的初衷就是为让自己的儿子及更多孩子享受适合的早期教育。
创业初期，红黄蓝亲子园邀请了北京师范大学的梁志焱等儿童早期教育领域专家于1999年共同组建了教学研究中心，自主研发早期教育课程。1999年底研发出首套完整的亲子课程，这也是中华人民共和国首套亲子课程体系。此后又研发出多个年龄段的具体课程。2000年，红黄蓝取得了教育部门颁发的0-6岁亲子教育办学许可证。在开业后的前三年里，红黄蓝亲子园实行直营，未放开特许加盟。
2001年，红黄蓝38个股东联合创业，正式组建北京红黄蓝儿童教育科技发展有限公司，董事长为史燕来。当时38人筹集了180万启动资金。其中史燕来是借债创业，将全家人的钱都借空了。同年，红黄蓝开始特许加盟业务。2001年到2005年是红黄蓝的“定位”阶段，红黄蓝开创了亲子园和幼儿园互动衔接的0～6岁学前一体化教育，改变了过去中国学前教育将0～3岁和3～6岁割裂开的状况。2003年创办了首家红黄蓝幼儿园——北京红黄蓝右安门幼儿园。2005年到2008年，红黄蓝对运营模式进行了研究，先在北京实现40多家亲子园和幼儿园和谐互动，资源互补共享。该模式随后在其他各城市复制。2002年，红黄蓝获首批北京市名优特许经营品牌。2006年，建立客户关系管理系统，开启信息化之路。2007年，成立红黄蓝培训学校，创建幼儿教师培训体系。2008年，红黄蓝引进了美国学乐英语课程（Scholastic Inc.），并获得战略投资。2007年注册成立北京红黄蓝科技发展有限公司，位于北京市丰台区科学城航丰路8号，公司董事长为曹赤民，投资人为开曼群岛顶辉公司。
2008年底，为在产品研发、人才引进、信息化建设和标准化管理等方面实现优化提升，红黄蓝暂停特许经营8个月，直到2009年7月恢复。2009年底，红黄蓝在全国各地建立16个总部直接投资运营的直营中心。2009年，中国民办教育协会学前教育专业委员会向红黄蓝颁发“优秀民办幼儿园”称号。2010年，获中国连锁经营协会“AAA级信用企业”。2011年，红黄蓝创造第三品牌“竹兜育儿”，同年完成B轮融资。2013年，获中国连锁经营协会颁“中国特许奖”。2014年，与美国埃里克森儿童发展研究院达成中国区独家战略合作。2015年，与蜜芽合资成立跨境母婴O2O电商平台品牌“青田优品”。同年，与美国音乐教育品牌TMC签署中国独家战略合作。2016年举办国际学前教育高峰论坛。同年成立北京红杉优幼联盟。
红黄蓝教育在中国儿童早期教育中的开创性工作也受到各级政府重视。早在2004年，作为中国儿童早期教育的领军企业，红黄蓝便承接了中国“十五”教育科学规划项目，研发红黄蓝立体教育方案。2012年，红黄蓝成立ECD（婴幼儿早期发展项目部），探索与政府合作推进婴幼儿早期发展事业。2016年以后，各地政府官员对红黄蓝旗下幼儿园视察增加。其中红黄蓝海南生态国际幼儿园等具有创新理念的幼儿园尤受重视。2016年11月28日，中共中央政治局委员、中央政法委书记、中央社会治安综合治理委员会主任孟建柱、中共海南省委书记罗保铭共同考察海南生态软件园，并视察了位于软件园内的红黄蓝海南生态国际幼儿园，称赞该幼儿园“环境好、理念新”。2017年5月24日，全国人大华侨委员会副主任委员、原中共海南省委书记罗保铭到红黄蓝海南生态国际幼儿园参观调研，赞扬了该幼儿园的办园条件和科学的教育理念。在2017年11月23日虐童事件曝出后，网络有传言称孟建柱是孟亮的父亲，新加坡《联合早报》则称据知情人士介绍，孟建柱无儿无女，该传言并不属实。
2010年代中期，红黄蓝教育已发展为中国学前教育知名品牌，宣称在营业规模、市场份额等方面均居中国学前教育行业首位。红黄蓝搭建起0-6岁儿童教育生态圈，业务体系涵盖幼儿园、亲子园等园所服务以及幼教服务平台等领域，先后打造了红黄蓝亲子园、红黄蓝幼儿园、竹兜早教套装三个教育品牌。其中，红黄蓝幼儿园和红黄蓝亲子园分别是中国幼儿教育和早期教育领域各自唯一的中国驰名商标。截至2017年6月30日，红黄蓝有853所亲子园、255所幼儿园，在建及筹备园所724家，遍布全国307座大中城市，平均每周有近30万孩子及家庭走进红黄蓝，为数百万家庭提供学前教育服务及指导。其中数十家幼儿园获评为“一级一类园”、“省市级示范园”、“优秀民办幼儿园”。2017年9月27日，红黄蓝（NYSE：RYB）在美国纽约证券交易所挂牌上市，成为中华人民共和国首家独立上市的学前教育企业。9月27日上午9时30分在纽约证券交易所，红黄蓝教育机构董事长曹赤民、总裁史燕来和其他代表一起敲响了开盘钟。最终发行价格每股18.5美元，高于IPO定价区间。最终发行量780万股计算，累计募集资金1.4亿美元。上市承销商是瑞士信贷集团、摩根士丹利和中金公司。
在2017年上市前，红黄蓝曾三度融资，曹赤民、史燕来早已让出第一大股东地位。2008年9月23日，从Hagerty融资1000万美元，后全部退出。2011年11月18日，纪源资本领投，银瑞达亚洲和和通集团跟投了2000万美元，后也全部退出。战略投资人之一是真格基金创始人徐小平。2011年徐小平在某论坛上表示，学前教育领域的“红黄蓝”就是外语培训领域的“新东方”。同年他对外称红黄蓝是他以个人身份成功投资的品牌。红黄蓝教育VIE架构中在国内成立的北京红黄蓝科技发展有限公司，徐小平曾任董事，但在2015年10月退出了董事名单。后来在一家自媒体发布的采访中，孟亮提及该电商业务称：“红黄蓝之前的亏损，很大程度上与此有关。叫停之后，营运利润就开始回升了。”
2017年9月27日在红黄蓝提交给美国证券交易委员会的文件中披露了上市后公司持股情况。其中，Ascendent Rainbow (Cayman) Limited是红黄蓝教育（NYSE：RYB）的第一大股东，持股比例30.1%，其隶属于私募投资机构上达资本，上达资本的两位创始合伙人之一孟亮是红黄蓝董事之一。孟亮在接受《创世纪》采访时曾表示，最初是红黄蓝管理层找来寻求专业建议，他们想实现管理层收购，红黄蓝的原投资人想退出，给公司介绍了新投资人，“我当时建议他们自己举手买。他们没钱，我们就借钱给他们。”2015年11月，上达资本旗下基金Ascendent Rainbow (Cayman) Limited借了5170万美元给红黄蓝管理层，获得了可兑换可赎回票据（exchange redeemable notes），可在一定条件下兑换成红黄蓝的股权。上达资本在红黄蓝上市时还出售了一部分股权。红黄蓝教育（NYSE：RYB）的第二大股东是曹赤民，持股比例23.6%。第三大股东是史燕来，持股比例13.5%。其他股权持有者持股比例11.0%。此次公开发行中的投资者持股比例27.2%。上市时公司董事会除执行董事曹赤民、史燕来及董事孟亮外，还有新任独立董事Joel A. Getz（耶鲁大学管理学院高级副院长、原克林顿基金会发展总监、原纽约市市长基金会主席）、朱德淼（芝加哥大学布斯商学院全球顾问委员会亚洲区内阁联席主席）、常振工（北京FYJS投资公司总裁、加中市场发展联合会共同主席、原加拿大CBL数据恢复技术公司创始人兼总裁）。
红黄蓝的盈利状况在2015年前后一度堪忧，在2014年和2015年各亏损134万和130万美元。在上达资本介入后，红黄蓝加大了媒体投放力度，自2016年起在北京主要媒体都有软文投放。史燕来也通过媒体树立红黄蓝“充满爱心”的形象。2016年6月16日，红黄蓝首提“616亲子日”。同时红黄蓝的加盟幼儿园猛增，2014年仅66家，2015年增至111家，同比增长68.18%，2016年增至162家，同比增长45.95%。加盟幼儿园的规模增长使红黄蓝的产品收入大幅增长。从2014年起，红黄蓝的营收稳步增长，2016年红黄蓝扭亏为盈，2016年公司营收达1.08亿美元（按2017年11月汇率换算，约合7.1亿元人民币），净利润590万美元（按2017年11月汇率换算，约合3885万元人民币）。2017年1至6月公司营收达6433.8万美元，净利润490万美元，同比增长19.5%。据Frost & Sullivan报告的统计，截至2016年末，红黄蓝已成为中国本土领先的幼儿教育服务机构，但因中国该市场集中度较低，拥有255所幼儿园的红黄蓝在中国23.7万所幼儿园中占比刚超过1%。红黄蓝希望借助上市实现资源优化和整合，计划通过收购海内外幼儿园、新建直营幼儿园、提升to B业务服务质量以占领中国学前教育领域市场。
在2017年11月22日北京市朝阳区管庄红黄蓝幼儿园（新天地分园）被曝出疑似虐待儿童事件后，美东时间2017年11月23日，红黄蓝在纽约证券交易所的股价盘前暴跌。红黄蓝随即宣布了5000万美元的股份回购计划。截至美东时间11月24日收盘大跌38.41%，报16.45美元，跌破发行价18.5美元，市值缩水约2.9亿美元。尽管如此，收盘价仍高于开盘价15.56美元，日间仍有买盘出现，成交量高达193.2万美元，环比飙升148倍。据《21世纪经济报道》25日报道，至少两家美国纽约律所已启动对该公司涉嫌违反证券法的集体诉讼调查。根据美国证券法，上市公司一旦被判違法會面臨处罚，和解金额估計可達到1000万美元以上。24日晚，红黄蓝公司召开投资者电话会，史燕来及CFO魏萍介绍了公司处置措施，魏萍表示“警方的调查最坏的结果将是，这次的事件会被认定为一起独立的，红黄蓝旗下一个项目的员工做了坏事。如果结果真是如此，当事人和红黄蓝都将负起相应的责任。”并称公司战略不会因此次骚乱（turmoil）而改变。28日美股开盘后红黄蓝股价暴涨23.72%。
2018年11月15日，中共中央、国务院发布《关于学前教育深化改革规范发展的若干意见》，提出民办幼儿园一律不准单独或作为一部分资产打包上市，上市公司不得通过股票市场融资投资营利性幼儿园，不得通过发行股份或支付现金等方式购买营利性幼儿园资产。受此影响，红黄蓝股价开盘后大跌52.97%，同时触发熔断机制停牌，市值蒸发2.6亿美元。对此红黄蓝发布声明表示支持相关新政。

## 争议

### 管理问题
随着红黄蓝园所数量的迅猛增加，其部分园所也曾被曝出管理问题。自2010年至2017年期间，红黄蓝在河南省郑州市、山东省潍坊市、四川省宜宾市以及天津市等地的分园曾发生未告知会员及总部便关门、负责人失联、卷款或欠款逃跑的情况。2016年6月底，青岛万科城红黄蓝幼儿园共有16名孩子出现手足口病症状。媒体报道称从5月27日首次病情发生到6月28日多名儿童感染，园方没出具任何书面或纸质停课说明，仅单独电话通知个别家长，导致不明状况的家长继续送孩子入托，增加了染病风险。7月4日部分来该园的家长留园用午餐时发现六只虫子，食药监部门随后作出行政处罚，该园园长免职。

### 虐童事件
红黄蓝旗下多家园所曾先后被曝出虐待儿童事件。

#### 四平市铁西区红黄蓝幼儿园虐童事件
较早一起为2015年12月，吉林省四平市铁西区红黄蓝幼儿园被曝有近30名幼儿遭针扎。事件曝光时，该幼儿园园长于颖对《法制晚报》辩解称，幼儿教师生之间存在类似医患关系的“家园关系”，老师压力很大，并称“园内24小时实时监控，网上可以随时查看。教师没有机会做出侵害幼儿的行为，幼儿教师也是弱势群体”。但此后该园被铁西区教育局关停，5名涉事教师被警方刑拘。2016年10月、12月，该案分两次宣判，该幼儿园红一班教师宋瑞琪、王玉皎因犯虐待被监护人罪，被判处二年十个月有期徒刑。公诉机关指控，上述被告人在教室及卫生间内多次使用缝纫针等工具扎伤多名儿童头部、四肢、臀部、腿部等处，被告人有意躲避监控，并威胁受害幼儿不得告诉家长，实施犯罪行为3个月，涉及受害幼儿14人。此外，该幼儿园红三班教师王璐、孙艳华采用同样手段伤害多名幼儿，犯虐待被监护人罪，被判处有期徒刑二年六个月。上述四人在庭上均自称无罪，也未求得被害人家属谅解，并均提出上诉。2016年12月，吉林省四平市中级人民法院二审终审裁定，驳回上诉，维持原判。
在2017年11月25日中国中央电视台的独家专访中，受害方代理律师陈瑜玮说：“最初涉及到的是20多个，但是到公安机关最后一检查只有17个孩子的身上可以看到现存针扎的痕迹，有一些可能只剩下原先的斑痕了，所以做不了伤残鉴定。所以最后起诉的是17个孩子。”“除了针，按鉴定结论还有螺丝钉扎的，钉子扎的，还有木夹子夹的。”民事诉讼方面，所有的被害儿童每人获三万元人民币精神抚慰金。部分受害儿童对幼儿园心存恐惧，有两名儿童仍在接受心理疏导。据澎拜新闻11月26日报道，四平红黄蓝2015年虐童事件的多起民事索赔于2017年11月17日获得一审判决，多个家庭均获3万元精神损害抚慰金的赔偿判决，驳回其他赔偿请求，北京红黄蓝在该案中不承担民事责任。据报多名受害儿童家长表示将提出上诉。

#### 北京大红门分园疑似虐童事件
2017年4月，一段据称拍摄于北京红黄蓝幼儿园大红门分园的视频在网络流传，内容是幼儿园老师推搡、踢打孩子。同月，北京红黄蓝儿童教育科技发展有限公司发布声明称，该公司“已在第一时间成立应急小组，跟踪事态发展，积极配合相关部门彻查此事。对于涉事教师要求立即停止工作配合调查”，并在该声明中多次致歉，还称，“对于此次大红门村办委托管理幼儿园暴露出的管理问题，我们一定深刻反思，认真整改，依法处理。”该园园长被停职。

#### 北京新天地分园虐童事件
红黄蓝美国上市后不久，旗下幼儿园又曝虐童事件。2017年11月22日晚，北京市朝阳区管庄红黄蓝幼儿园（新天地分园）国际小二班十余名家长反映，孩子被老师用针扎、喂成分不明的白色药片，并提供了孩子身上多个针眼的照片。22日下午8名该班家长到管庄派出所报案。北京市公安局朝阳分局随即介入调查。23日此事经《新京报》等媒体报道后，各媒体争相报道。23日上午该园照常举办感恩节活动，但仍有数十名国际小二班家长等在园门外想了解情况并见园长，要求看园区监控视频。23日下午，这些家长在门口等待同园方开会。其中有位该班女童父亲对记者称，选择该班是因学费达每月5500元，应有质量保证。他说听孩子讲该班曾有两男孩一女孩被全裸罚站。他还称听说一男孩曾去医院被查出肛裂。另有该班3岁孩子的母亲向记者讲了发现孩子身上针眼的经过，怀疑该班其他孩子曾被猥亵，并称最希望得知“孩子身上的针眼是怎么来的？是不是被注射了药物？被注射了什么药物？”她还称上上周四有小孩被“光溜溜地罚站”。此外一女士向记者称该班有孩子告诉家长，老师不许孩子向家里说幼儿园发生的事，说有“长长的望远镜”知道你是否报告家长。另有该园小小班家长表示孩子称被喂白药片。为家长提供法律服务的志愿律师称，国际小二班家长仅表示孩子被扎针和喂药，并没提出自己孩子遭猥亵。
除媒体报道和家长发声外，11月23日互联网上还出现许多传言，短时间内形成舆论热点，引发网民关注和愤慨，据统计在事发地北京消息传播最广。BBC中文网评论称，因涉事幼儿园属费用昂贵的高端园，事件引发中产阶级愤怒和担忧，许多人开始认为幼儿园即便收费高也难以信任。23日早间报道后不久，部分报道一度被删除，但不久新华网、人民网等媒体转载了相关报道并跟进。
11月23日园方接受采访称正配合警方和朝阳区教委调查，并称“学校只接到了一两个家长的投诉”，校园教学秩序正常，包括涉事班级在内无任何班级停课，园方尚未开除或解聘教师，该园是在教委备案的正规幼儿园。附近居民称该园“普通班3000一个月，出事的国际班5000一个月，都还挺难进的。”。24日红黄蓝教育机构声明称已配合警方提供监控资料和设备，将等政府调查结论，如有违反师德乃至违法犯罪人员绝不姑息，对公司和幼儿园应担责任绝不推脱，同时新天地幼儿园园长对诬告陷害行为已报案。名人马未都公众号认为“该声明择词闪烁，避重就轻”。中国网评论员文章认为“声明不但没有疏缓情绪，反而加剧了对立情绪”。24日该园教学秩序正常，依旧有许多家长照常送孩子入园，门口已无家长聚集。
11月24日，针对网上传言北京卫戍区“老虎团”与新天地幼儿园有关，该团政委冯俊峰接受《解放军报》采访称，该幼儿园园长是该团退役人员家属，并表示“部队官兵及亲属没有任何人员参与该幼儿园经营等工作，部队官兵的子女也没有在该幼儿园上学的，更没有发现官兵涉及传言中的所谓猥亵等行为。”自23日晚间起因“老虎团”传言而引发的该事件舆情由此迅速降温，舆情热度为时仅一天。
11月23日，朝阳区教委已成立工作组驻园调查，教委人员称教室内监控视频已被警方调走，班上3名教师暂时停职。23日教育部称对近期网曝个别幼儿园“虐童”现象高度重视，已责成地方有关部门立即调查。24日国务院教育督导委员会办公室紧急部署立即在全国开展幼儿园规范办园行为专项督导检查。25日北京市教委根据公安机关通报的案件侦办情况，强烈谴责涉案人员严重违反师德的行为，坚决支持依法依规惩处，要求相关区、园配合司法机关严肃处理并立即整改。朝阳区人民政府责成举办者按程序立即免除园长职务。26日北京市教委要求各区立即为每所幼儿园配一位责任督学，各园要增设摄像头，住宿幼儿园要装夜视摄像头，与公安局联网实现监控全覆盖，部分幼儿园专设人工监控室。27日中共北京市委召开区委书记会通报大兴火灾及该虐童事件处置情况，市委书记蔡奇表示要“充分认识维护首都安全稳定的极端重要性”，守土尽责确保一方平安。30日在国务院新闻办公室召开的新闻发布会上，教育部副部长田学军就此事公开回应，表示将认真贯彻落实中共十九大关于办好学前教育的要求，并准备采取五方面措施。同日国防部新闻局局长、新闻发言人吴谦在例行记者会上就此事件涉军负面舆论表示，不允许任何人以任何方式诋毁解放军，并表示孩子是祖国的花朵，是国家的未来，不允许任何人以任何方式伤害。
11月25日和28日朝阳区警方通报，涉事教师刘亚男（女，22岁，河北籍）因部分儿童不按时睡觉而用缝衣针扎“管教”，因涉嫌虐待被看护人罪已被刑拘；而编造“老虎团”人员“群体猥亵幼童”等谣言的刘某（女，31岁，北京籍）因扰乱社会秩序被行政拘留，李某某（女，29岁，河北省人）被公安机关批评教育后26日已在个人微博致歉（26日有自称“红黄蓝造谣家长”的网友在微博就将“老虎团”与事件联系起来并传播一事道歉，部分知名转发者亦微博道歉）。25日的通报还称，编造孟亮是孟建柱儿子谣言的金某（上海某影视公司总经理，上海宝山人，现居北京）、戴某某（广东深圳人）已被警方依法查处、教育训诫，两人对造谣传谣行为均深刻忏悔并写下悔过书。28日的通报称未发现有人对幼儿实行侵害行为，23日报道的“喂药”一事为幼儿家长苟某（男，28岁，四川人）诱导询问幼儿摄成的视频，电视台记者刘某（男，36岁，北京人）未经核实直接从网上下载编发；“爷爷医生、叔叔医生脱光衣物检查女儿身体”的言论为赵某某（女，31岁，黑龙江人）编造，其已承认并愿向社会澄清事实公开道歉。28号的通报还称涉事班级监控视频存储硬盘有损坏，系该园库管员赵某某（女，45岁，河南省人，住在监控室）感觉监控设备噪音大，经常放学后将设备强制断电所致，已恢复的约113小时视频中未发现有人对儿童实施侵害。
11月25日，红黄蓝教育机构声明称“对于新天地幼儿园教师刘亚男涉嫌违法犯罪的行为，感到无比震惊、痛心疾首；对此次事件中涉及的孩子、家庭及社会各界表示深深歉意。这是我们在管理上的重大失职，我们必须承担责任，深刻反思，彻底调查整改。”29日晨又发布道歉信称“倍感难过和耻辱，向孩子们和大家深深道歉”，将全面升级幼儿园监控系统，透明办园。
11月29日，南方都市报报道华尔街律所Pomerantz LLP已于27日向美国纽约南区联邦法院提起诉讼，9月27日IPO日到11月22日之间买入红黄蓝公司股票的投资者都可申请作为原告参与此集体诉讼。诉讼指控红黄蓝和其高管违反有关证券交易法，要求其赔偿投资者损失。其中指控“被告对公司的业务、运营和合规政策做出了虚假和/或误导性陈述，并/或没有披露：（1）被告未能制定安全政策，防止在其学校发生性侵事件（sexual abuse）（诉状所指控为性侵，而非虐待儿童等广泛字眼），（2）……”该律所北京团队的律师解释，诉状所指控为幼儿园未能建立防范性侵犯的有效措施，这与指控发生性侵犯事件不同。
11月29日，朝阳区纪委、区监委对朝阳区教委主任肖汶、副主任付琳（因存在对民办教育机构监管缺失问题）、朝阳区教委社会力量办学管理科科长韩斌（因工作中存在失察失责、履职不到位问题）予以立案调查。
12月29日，北京市朝阳区人民检察院通报称，已对该园教师刘亚男以涉嫌虐待被看护人罪批准逮捕。检察机关于2018年5月由向法院提起公诉，案件于12月26日在北京市朝阳区人民法院公开宣判，被告刘亚男以虐待被看护人罪一审判处刘亚男有期徒刑一年六个月，同时禁止其自刑罚执行完毕之日或者假释之日起五年内从事未成年人看护教育工作。刘亚男不服一审判决，向北京市第三中級人民法院提出上诉。2019年6月11日，北京市第三中级人民法院作出二审宣判，裁定驳回刘亚男上诉，维持原判。

#### 河北沧州运河区分园疑似虐童事件
2017年11月27日，有家长报警称怀疑其孩子在幼儿园内受到侵害，警方成立了专案组处理此事。运河区教育部门对该幼儿园进行暂时闭园处理。

#### 青岛万科城分园猥亵女童事件
2019年1月25日，位于青岛市市北区万科城的红黄蓝分园一外籍教师丹尼尔（Daniel，全名马约格·何瑞迪·丹尼尔·奥斯瓦尔多，哥伦比亚籍，持有正规工作签证）在学生午休期间，趁无其他教师在场之机，对一女童进行猥亵。女童告知父母后，父母向公安机关报案。涉事教师于29日被抓获。7月23日，青岛市市北区人民检察院就该事件进行通报，市北区检察院已依法对其批准逮捕。而对于园所没有严格遵守公司管理规定，对外教管理不到位行为，红黄蓝决定已将涉事幼儿园园长和配班教师予以撤职处理。同时，市北区检察院发现案发幼儿园教师存在未严格执行校园安全管理规定的现象，且幼儿园安全管理存在一定漏洞，相关行政部门已经针对此案开展调查，约谈相关负责人，并对涉案幼儿园下达《责令整改通知书》。8月2日，青岛市崂山区人民法院一审公开宣判，以猥亵儿童罪判处丹尼尔有期徒刑5年，并驱逐出境。

#### 江西赣州市瑞金分园猥亵男童事件
2021年4月12日，有微博网友称江西瑞金红黄蓝幼儿园一男性幼师在朋友圈发布了三张男童闻成人脚掌的照片，其配文写道“从小培养m”，在评论表示“已经屏蔽家长领导了”。同日下午，瑞金警方接到报案，并将涉事幼师控制。12日晚上10时59分，瑞金市教科体局发布情况通报，称该局关注到有网友反映的红黄蓝幼儿园教师情况，已成立调查组，对涉事的红黄蓝幼儿园和教师开展调查。涉事教师当晚已被停职。4月13日，瑞金市教科体局表示，对红黄蓝城东幼儿园限期整顿并予以警告、2021年度年检不合格的处罚；约谈红黄蓝城东幼儿园负责人并责令作出深刻检查。公安机关已依法对刘某处以行政拘留七日的处罚。

#### 广西靖西市红黄蓝早教中心推倒儿童事件
2023年6月30日17时，靖西市红黄蓝早教中心一幼儿进行一对一感统训练，其间老师推倒孩子。7月3日，靖西市卫健局发布通报表示，将会同相关部门对涉事机构和教师训练方式进行调查。